# Лікувальні грязі

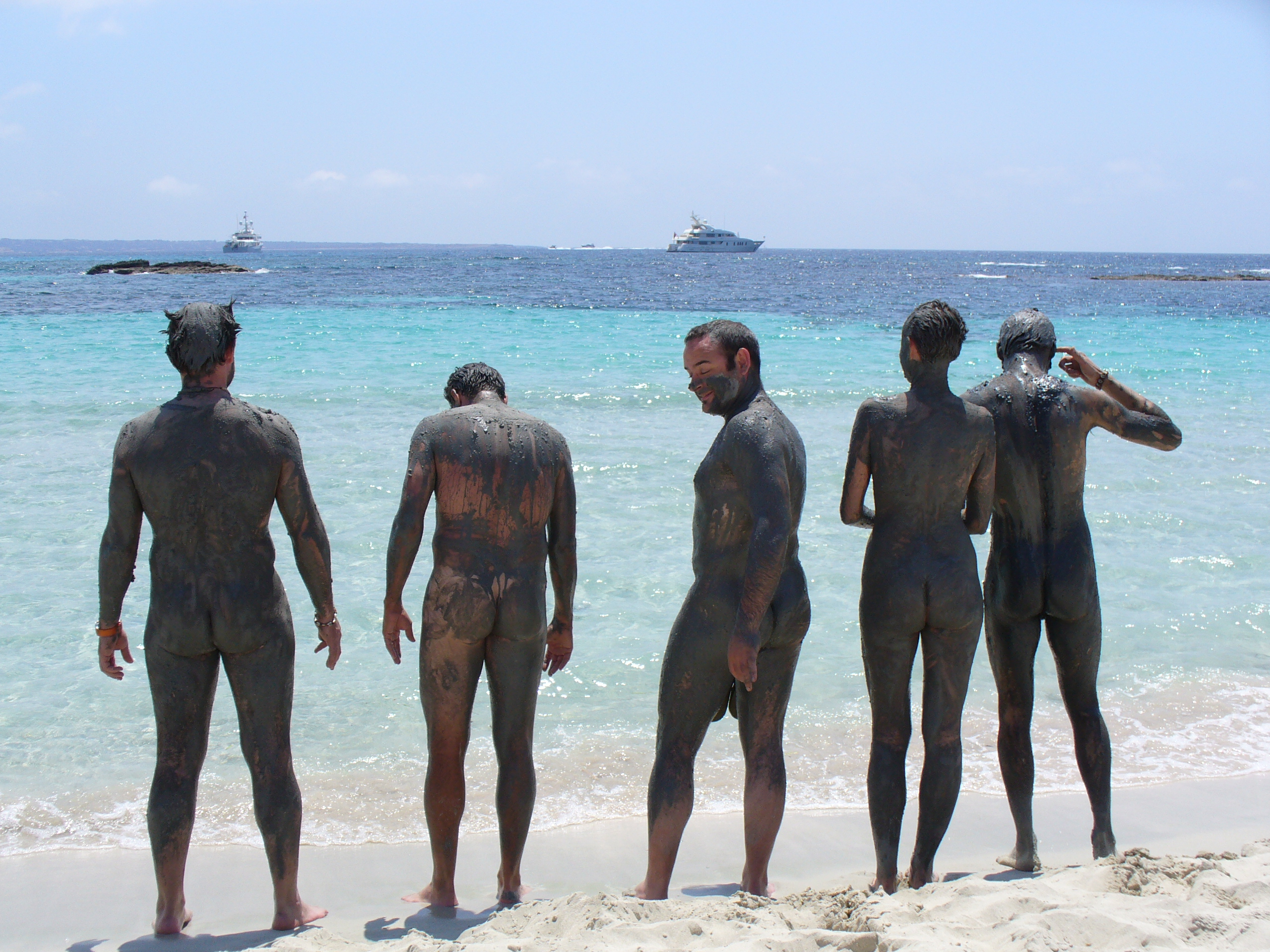
Процедура з використанням лікувальної грязі.

Лікува́льні гря́зі (пелоїди) (англ. therapeutic muds, нім. Badeschlamm m, Heilschlamm m) — різні за генезисом (органічні і неорганічні) утворення (переважно відкладення боліт, озер, лиманів, морських заток, сопкові утворення), складені з мінеральних і органічних речовин та води, що пройшли складні перетворення внаслідок фізико-хімічних, хімічних, біохімічних процесів, являють собою однорідну тонкодисперсну пластичну масу і мають лікувальні властивості. Лікувальний вплив грязей складається з дії теплового, механічного та хімічного факторів. 
За ступенем мінералізації грязьового розчину розрізняють прісноводні та мінералізовані торфи. 
У складі лікувальних грязей виділяють: 
- грязьовий розчин — вода та розчинені в ній солі, органічні речовини, гази;
- грубодисперсну частину (силікатні частинки, гіпс, карбонати і фосфати кальцію, карбонати магнію та інші солі, органічні залишки);
- колоїдний комплекс — тонкодисперсна частина (органічні, неорганічні речовини та органомінеральні сполуки).

Лікувальні грязі містять також ряд мікроорганізмів та антибактерійних речовин. 
Обсяг природно-рекреаційного потенціалу України за лікувальними грязями становить 25 млн людино-доз.
Прикладами грязелікувальних курортів з муловими грязями є в Україні Євпаторія і Саки (Крим), Одеса, торфові грязі використовують на курортах Моршина (Зах. Україна), Слов'янський курорт (Слов'янськ, Донецька область).